# Giorgio Pressburger

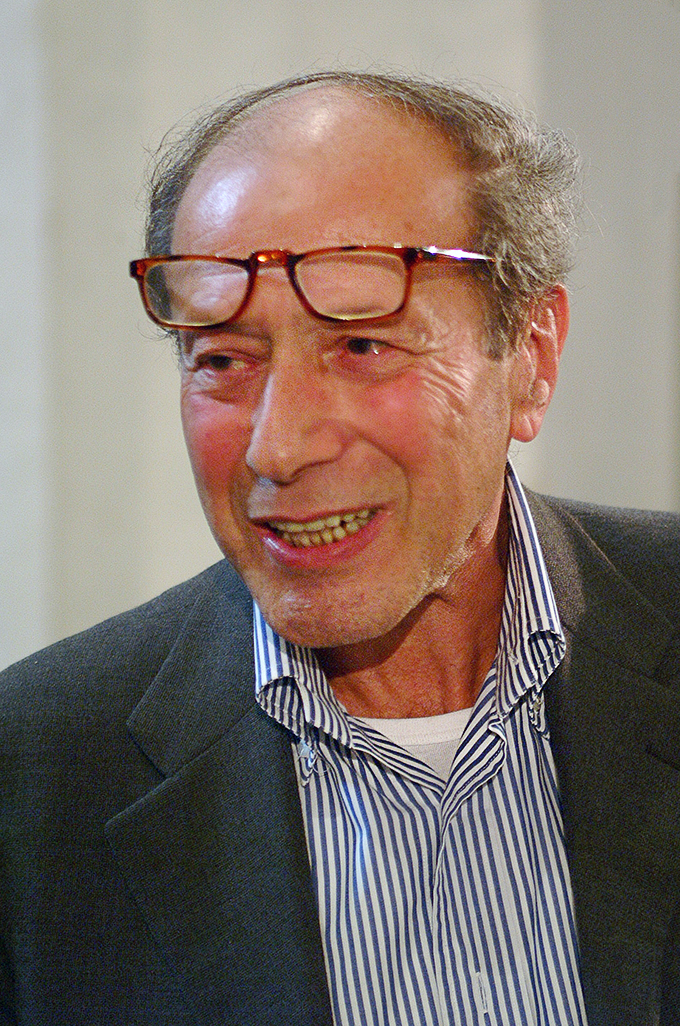
2001-ben

Giorgio Pressburger (Budapest, 1937. április 21. – Trieszt, 2017. október 5.) magyar származású olasz író, újságíró, műfordító, dramaturg, rendező, a Budapesti Olasz Kultúrintézet egykori igazgatója.

## Életútja
Giorgio Pressburger (Pressburger Györgyként, Miklós ikertestvérével, aki 1986-ban halt meg) pozsonyi zsidó szülők gyermekeként született. (Családnevük Pressburg Pozsony német nevéből származik, a. m. Pozsonyi.)
A holokausztot testvéreivel a Dohány utcai zsinagóga alagsorában bujkálva vegetálta végig. A szovjet csapatok szabadították fel őket.
1956-ban a szovjet megszállás elől fivérével és húgával Olaszországba menekült. Előbb Rómában majd Triesztben telepedett le.
2017. október 5-én, Triesztben hunyt el, 80 éves korában.

## Szakmai pályája
Diplomáját a római Accademia nazionale d'arte drammatica rendezői szakán szerezte, ahol 1968 és 1976 között rendezést és színészetet tanított is.
Színdarabokat írt, rendezett és fordított. Poliglott volt; angolul, franciául, magyarul, németül, olaszul, oroszul és szlovénül tudott. Rádiós, televíziós tevékenysége, illetve az opera, az operett és a filmművészet terén végzett munkája egyaránt jelentős volt.
1991-ben alapította meg a Mittelfest közép-európai művészeti fesztivált, amelynek haláláig művészeti vezetője volt.
Nevéhez kötődik Bartók Béla A kékszakállú herceg vára című operájának színre vitele a milánói Scalában, illetve Ligeti György Le grand macabre-jének színre vitele a bolognai Teatro Comunale színházban.
Műfordítóként Esterházy Péter és Kertész Imre több művét ültette át olaszra. A két író 2016-os halálát követően a Corriere della Serában, az egyik legrangosabb olasz napilapban ő írta meg mindkettőjük nekrológját.
Tagja volt a 2010-es pécsi Európa kulturális fővárosa projekt művészeti tanácsának.

## Legismertebb művei
- Fogról fogra (Denti e spie) (1984)
- Nyolcadik kerületi történetek (Storie dell'ottavo distretto) (1986, Nicola Pressburgerrel)
- A zöld elefánt (L'elefante verde) (1986, Nicola Pressburgerrel); ford. Dorogi Katalin
- A fehér közök törvénye (La legge degli spazi bianchi) (1989)
- A Hetedik Palotában (Di vento e di fuoco) (2000)
- A müncheni óra (L'orologio di Monaco) (2003)

### Rádió és televízió
Feldolgozások és eredeti alkotások
- Vágóhíd (1967)
- A Queensborough hídja (Piero Chiara, 1971)
- Fiús játékok (1970)
- Bábel tornya (1971)
- Korosztályok (Bruno Maderna, 1972)
- Küldetés teljesítve (1973)
- Egy vezérigazgató-helyettes bukása (1973)
- Képzelt naptár (Luciano Berio, 1975)
- Zsidók (Umberto Saba nyomán, 1976)
- Schubert élete (1977, Franz Schubertről)
- Torquato Tasso (1984, Tassóról)
- A sajt és a kukacok (Carlo Ginzburg és Cesare Garboli közreműködésével, 1979)
- Kezdetben (1988)
- Feketeföld, kis utazás az ősi Lazióba (szöveg: Valerio Magrelli, zene: Fabrizio De Rossi Re, 1994)

Hangjátékrendezései
1962 és 1971 között 20 produkciót rendezett, négy szöveget írt, ezekből három:
- Fiús játékok (1970)
- Bábel tornya (1971)
- Küldetés teljesítve (1973) részt vett vele a Prix Italia versenyen.

Rádiós produkciók nyelvi kísérletekkel és elektronikus zenével, többek közt:
- Macbeth (William Shakespeare)
- Don Carlos (Friedrich Schiller)
- Képzelt beteg (Molière)
- Tartuffe (Molière)
- „Viharos tengeren” Strindbergtől (August Strindberg)
- „Barbárok” Gorkitól (Makszim Gorkij)
- Papírrózsa Ramón María del Valle-Inclán, Miguel Ángel Asturias és Luigi Pirandello szövegével
- A hiúság komédiája (Elias Canetti) (1997)

Televíziós rendezései
- Momento due Paolo Bonacellivel
- Játék a tűzzel (1977, August Strindbergtől)
- Az apa (1981, Strindbergtől)
- Calderón (1981, Pier Paolo Pasolinitól), Carmen Scarpitta főszereplésével
- Woyzek (1983, Georg Büchnertől)
- Kijáratnál (1985, Luigi Pirandello műve, az első prózai sztereóközvetítés a RAI-nál).

Díjai
- Premio Italia 1970 – rádiós szekció a Giochi di fanciulliért
- Premio Italia 1972 – zenei szekció az Agesért
- Premio Italia 1975 – zenei szekció a Diario immaginarióért
- ProMusica Díj 1975 (Magyarország) – a Szereti Ön Bachot?-ért
- Premio Italia 1988 – az In principio gazdaságosságáért

### Színház
Pressburger színházi szövegek szerzője is rendezésein túl:
- Esecuzione (1962, Premio IDI, Istituto del Dramma Italiano)
- La parabola (1972)
- La partita (1974, Pirandello-díj)
- Eroe di scena, fantasma d'amore (1986)
- Le tre madri (1995, Flaiano Díj)
- Messaggio per il secolo (1997, Riccione Díj)
- Il rabbino di Venezia (2001, különvélemény a Premio Riccionéhoz)

"Premio Salvo Randone" életműdíj, 2007.
Színdarabfordításai
- La brocca rotta Heinrich von Kleist
- Il cancelliere Krehler Georg Kaiser
- Vita di un comico Karl Valentin
- Magyar Médea Göncz Árpád
- A kékszakállú herceg vára Bartók Béla
- Háry János Kodály Zoltán
- Macskajáték Örkény István

Színházi rendezései
- Antonello capobrigante calabrese Vincenzo Padula (Nápoly, 1962)
- Zizim Beniamino Joppolo (1964)
- Il giardino dei ciliegi (Cseresznyéskert) Anton Csehov (1972)
- A háború Carlo Goldoni (1970)
- Il Teatro Comico Carlo Gondolni Vígszínháza (1974)
- Caterina della Misericordia Franco Cuomo (1976)
- La brocca rotta Heinrich von Kleist (1977)
- Calderón Pier Paolo Pasolini (1980)
- Karl Valentin Kabarett (1981)
- Amadeus Peter Shaffer (1981)
- Fräulein Pollinger Ödön von Horváth (1984)
- L’adulatore Carlo Goldoni (1986)
- Az ember tragédiája Madách Imre, vizsgaelőadás a római Accademia nazionale d'arte drammatica végzőseivel (1989)
- Una solitudine troppo rumorosa Bohumil Hrabal, dramaturg is (1992)
- L'ora in cui non sapevamo nulla l'uno dell'altro Peter Handke (1994)
- Coefore Eschilo (1996)
- Danubio Claudio Magris (1997)
- Il formaggio e i vermi Carlo Ginzburg (2000)
- Il Rabbino di Venezia (2004)
- Messaggio per il secolo (2004)

### Zenés színházi rendezései
Operák és operettek
- A szitakötő Pavle Merkù (Teatro Verdi, Trieszt, 1976)
- Az árnyék nélküli asszony Richard Strauss (Teatro La Fenice, Velence, 1977)
- Sancta Susanna Paul Hindemith (Teatro dell'Opera di Roma, Róma, 1978)
- A kékszakállú herceg vára Bartók Béla (Teatro alla Scala, Milánó, 1978)
- Le Grand Macabre Ligeti György (Teatro Comunale, Bologna, 1979)
- A varázsfuvola Wolfgang Amadeus Mozart (Teatro La Fenice, 1980)
- Netzwerk Friederich Cerha (Theater an der Wien, Bécs, 1981)
- Vittoria ed il suo Ussaro Paul Abraham (Teatro Verdi, Trieszt, 1983)
- Atem Franco Donatoni (Teatro alla Scala, Milánó, 1985)
- A bajadér Kálmán Imre (Teatro Verdi, Trieszt, 1985)
- Macbeth Giuseppe Verdi (Teatro dell’Opera di Roma, Róma, 1987)
- A pikk dáma Pjotr Iljics Csajkovszkij (Teatro Verdi, Trieszt, 1988)
- A denevér ifj. Johann Strauss (Spoleto, 1990)
- Elektra Richard Strauss (Teatro Antico, Taormina, 1992)
- Carmen Georges Bizet (Spoleto, 1993)
- A kékszakállú herceg vára Bartók Béla (Mittelfest, 1995)
- Szerencsés tévedés Gioachino Rossini e Perso per perso Guido Baggiani (Teatro Comunale, Firenzegg, 1996)
- Il segreto di Susanna Ermanno Wolf-Ferrari és Parasztbecsület Pietro Mascagni (Lirico Sperimentale, Spoleto, 2001)
- Alkalom szüli a tolvajt Gioachino Rossini (Mittelfest, 2003)
- Satyricon Bruno Maderna (Mittelfest, 2003)
- Olasz nő Algírban Gioachino Rossini (Spoleto, 2004)
- Satyricon Bruno Maderna (Filarmonica Romana, Róma, 2006)
- A sevillai borbély Gioachino Rossini (Spoleto, 2006)
- A denevér ifj. Johann Strauss (Teatro Lirico Sperimentale, Spoleto, 2007)
- Satyricon Bruno Maderna (Verona Contemporanea, 2007 – Teatri a Teatro, Trieszt, 2007)
- Pietra, szöveg: Pressburger, zene: Carlo Pedini (Lirico Sperimentale, Spoleto, 2007)
- Oedipus rex Igor Stravinsky (Teatro Romano, majd Kulturni Dom, Trieszt, 2008)

### Prózai művei
Regények, elbeszélések, tanulmányok
- Storie dell'ottavo distretto (Nicola Pressburgerrel), Marietti, 1986 és Einaudi, 2000 (Premio Opera Prima "Città di Jesolo" 1986)
- La legge degli spazi bianchi, Marietti, 1989, és BUR Rizzoli, 1999 (döntős: Premio Viareggio 1989, Premio Selezione Campiello 1989 és Premio Basilicata, 1989)
- L'elefante verde (Nicola Pressburgerrel), Marietti, 1986, Einaudi, 2002 (döntős Premio Viareggio 1988)
- Il sussurro della grande voce, Rizzoli, 1990 (Premio San Vidal, 1991)
- La coscienza sensibile, Rizzoli, 1992 (Premio Pozzale Luigi Russo 1992 és Premio Stefanelli di Caserta, 1993)
- Denti e spie, Rizzoli, 1993 (Premio Nazionale Letterario Pisa 1994)
- I due gemelli, ed. Rizzoli, 1996 (finalista Premio Viareggio 1996)
- La neve e la colpa, Einaudi, 1998 (Premio Viareggio 1998)
- Di vento e di fuoco, Einaudi, 2000
- L'orologio di Monaco, Einaudi, 2003 (Premio Elsa Morante 2003, Città di Gaeta 2003, Frontino Montefeltro 2003, Rhegium Julii, 2003, Premio Mondello 2003)
- Sulla fede, Einaudi, 2004
- Nel regno oscuro, Bompiani, 2008
- Storia umana e inumana, Bompiani, 2013
- Racconti triestini, Marsilio, 2015 (Premio Montà d’Alba, 2016)
- Don Ponzio Capodoglio, Marsilio, 2017

Könyveit lefordították magyar, francia, angol, spanyol, német, holland, cseh és japán nyelvre. 2010-ben elnyerte az Arany Alabárd irodalmi életműdíjat.
Díjai
- Döntős a Premio Viareggión, 1989
- Premio Selezione Campiello, 1989
- Premio Basilicata, 1989 a La legge degli spazi bianchiért
- Premio San Vidal, 1991 az Il sussurro della grande vocéért
- Premio Pozzale Luigi Russo
- Premio Città di Empoli, 1992
- Premio Stefanelli di Caserta, 1993 a La coscienza sensibiléért
- Premio Nazionale Letterario Pisa a Denti e spiéért (1994)
- Döntős a Premio Viareggio, 1996 az I due gemelliért
- Premio Viareggio, 1998 a La neve e la colpáért
- Premio Elsa Morante, 2003
- Premio Città di Gaeta, 2003
- Premio Frontino Montefeltro, 2003
- Premio Rhegium Julii, 2003
- Premio Mondello, 2003 a L'orologio di Monacóért
- Premio Montà d’Alba, 2016 a Racconti triestiniért

### Filmjei
Rendezőként
- Momento due, RAI (1977)
- Calderón, Pier Paolo Pasolini forgatókönyvére (1981)
- Dietro il buio, Sine Sole Cinema (2011)

Rövidfilmek
- A haldokló gallus (1988)
- Stamira (1990)
- Egy nap telefon nélkül, SIP (1993)
- Tudatfolyam – Rasszizmus 1993 (1993)

## Magyarul megjelent művei
- A fehér közök törvénye; ford., utószó Magyarósi Gizella; Európa, Bp., 1993
- Fogról fogra; ford. Magyarósi Gizella; Európa, Bp., 1997
- A hetedik palotában; ford. Dorogi Katalin; Európa, Bp., 2001
- Conversazioni sulla drammaturgia. Szeged, 4 settembre–2 dicembre 1999 / Beszélgetések a színdarabírásról. Szeged, 1999 szeptember 4–december 2.; ford. Mariarosaria Sciglitano; Gold Press, Szeged, 2002
- Giorgio Pressburger–Nicola Pressburger: Nyolcadik kerületi történetek; ford. Dorogi Katalin, Magyarósi Gizella, V. Pánczél Éva; Múlt és Jövő, Bp., 2002
- Giorgio Pressburger–Nicola Pressburgerː A zöld elefánt; ford. Dorogi Katalin; Múlt és Jövő, Bp., 2003
- A müncheni óra; ford. Barna Imre; Európa, Bp., 2005
- Trieszti történetek; ford. Lukácsi Margit; Noran Libro, Bp., 2018

## Díjai, elismerései
- FIPRESCI-díj a Festival Internazionale del Cinema di San Sebastiánon (1982)
- Golden Globe-díj legjobb rendezés a Calderón című filmért (1982)
- Confindustria-verseny külföldi sajtó különdíja A haldokló gallus című filmért (1990)
- A zsűri „Pier Paolo Pasolini-különdíj”a a Flusso di coscienza című filmért (1993)
- A Magyar Köztársasági Érdemrend tisztikeresztje (2002) a magyar-olasz kulturális kapcsolatok elmélyítéséért és folyamatos ápolásáért
- Az Olasz Köztársaság becsületrendjének parancsnoki fokozata (2002)
- Ausztria köztársasági elnökének nagy arany érdemrendje (2002)
- Arany Alabárd-díj (2010)
- Ezüstszalag életmű-különdíj (2017)